# Steingrímur Sigfússon
Steingrímur Jóhann Sigfússon (Gunnarsstaðir, 4 agosto 1955) è un politico islandese.
Esponente di Sinistra - Movimento Verde, ha ricoperto vari incarichi di governo: ministro dell'agricoltura e delle comunicazioni nell'esecutivo guidato da Steingrímur Hermannsson (dal 1988 al 1991), è entrato successivamente a far parte del governo presieduto da Jóhanna Sigurðardóttir, in qualità di ministro delle finanze (dal 2009 al 2013), nonché di ministro della pesca e dell'agricoltura (nel 2009 e, di nuovo, dal 2012 al 2013).
Nell'ottobre 2016 è stato eletto presidente dell'Althing, carica che ha mantenuto fino al gennaio 2017 e che ha riassunto nell'ottobre successivo.